# Mondseer

Werbeplakat der Fürstlich Wredeschen Gutsverwaltung, für Mondseer Käse, um 1900

Mondseer, auch bekannt als „Mondseer Schachtelkäse“, ist ein österreichischer Schnittkäse.

## Geschichte
Der Legende nach sollen französische Soldaten während der Napoleonischen Kriege auf einem Gutshof in der Nähe von Schloss Hüttenstein versucht haben, Münsterkäse herzustellen. Das Ergebnis soll aber der später so genannte „Mondseer“ gewesen sein. Erstmals urkundlich erwähnt wird die Herstellung 1830, als durch Fürst Carl Philipp von Wrede (1767–1838), nach diesem Verfahren, in der Meierei des Schlosses Mondsee gekäst wurde, daher erhielt der Käse seinen Namen. Der zweite Name „Mondseer Schachtelkäse“ etablierte sich um 1900, als er entsprechend seiner Verpackung unter diesem Namen vermarktet wurde. Schloss und Gut Mondsee befanden sich noch bis 1985 im Besitz von Wredes Nachkommen aus der Grafenfamilie Almeida, nachdem 1905 die letzte dort ansässige Namensträgerin, Fürstin Ignatia von Wrede, gestorben war. Im eigenen Gutsbetrieb erzeugten und vertrieben sie den Käse lange Zeit in Monopolherstellung.

## Beschreibung des Käses
Der Mondseer wird aus pasteurisierter Kuhmilch hergestellt. Er ist ein halbfester Schnittkäse mit weichem Teig und Schlitzlochung, ähnlich wie Münsterkäse oder Limburger. Die Oberfläche wird von Hand mit Salzwasser-Rotschmiere gebürstet, die Reifung dauert vier bis sechs Wochen, der Fettgehalt liegt bei 45 % Fett i. Tr. Er hat ein mild bis leicht scharfes Aroma und einen süß-sauren Geschmack, die Naturrinde ist von gelb-oranger Farbe. Üblicherweise werden Laibe zu einem Kilogramm produziert.
Der Mondseer wird heute nicht nur in Mondsee hergestellt, sondern in Lizenz auch in anderen oberösterreichischen und Salzburger Molkereien.